# Ниеве, Микель
Микель Ниеве Итурральде (исп. Mikel Nieve Iturralde; род. 26 мая 1984, Лейса, Испания) — испанский профессиональный шоссейный велогонщик, выступающий за команду мирового тура «Ineos Grenadiers». Победитель четырёх этапов на гранд-турах.

## Карьера
Первый профессиональный контракт Ниеве подписал в 2008 году с дочерней командой «Euskaltel-Euskadi» — Orbea, за которую выступал на протяжении одного года. Лучшим результатом стало третье место в общем зачете гонки категории 2.2 «Круг Эмпорды», которая проходила по дорогам испанской Наварры.
2009 год Микель начал в составе Euskaltel-Euskadi. В большей части гонок он выполнял функцию поддержки лидеров команды. Лучшим результатом сезона для Ньеве стало пятое место на одном из этапов Вуэльты Андалусии.
Первую профессиональную победу одержал 13 сентября 2010, выиграв в одиночном отрыве горный этап Вуэльта Испании, который финишировал на вершине подъёма высшей категории Котобелло. В общем зачете своего первого гран-тура испанец расположился на высоком 12-м месте, проиграв победителю гонки Винченцо Нибали чуть более десяти минут. Помимо этого Ниеве удачно выступил на Джиро ди Ломбардия, заняв высокое 7-е место.
В 2011 году Ниеве принял участие в своей первой Джиро д’Италия в качестве сокапитана Euskaltel-Euskadi. На этапе 14 с финишным подъёмом на вершину Монте Дзоколана, где победил его напарник по команде Игор Антон, Ньеве занял 7-е место. На следующем 15-м этапе, проходившем через подъёмы Джау и Федайа, испаниец смог уйти в отрыв и оторвавшись на последней горе от своих попутчиков, одержал свою вторую профессиональную победу. В итоге, гонку Микель закончил на 11-й позиции.
В 2013 году испанец впервые стартовал на Тур де Франс. На этапе 15 с финишным восхождением на Ванту он занял третье место, а на этапе 19 с финишем на вершине Альп-д’Юэз стал 9-м. Гонку закончил на 12-й позиции.
В конце сезона Euskaltel-Euskadi прекратила существование, Ниеве заключил двухлетний контракт с Team Sky, в составе которой выступали британцы Брэдли Уиггинс и Крис Фрум — победители предыдущих двух выпусков Тур де Франс. Испанца подписали как помощника для них в серьёзных горах.
В 2017 году принял участие в двух гранд-турах: Тур де Франс и Вуэльте Испании. На обеих гонках был одним из главных горных грегари капитана Team Sky Криса Фрума, который сумел выиграть эти гонки, совершив исторический дубль.
 
В начале августа, после четырёх лет работы в Sky, Ниеве подписал двухлетний контракт с австралийской командой «Orica-Scott».

## Достижения
2008
3-й Круг Эмпорды
2009
7-й Вуэльта Майорки
7-й Трофео Инка
2010
4-й Трофео Инка
7-й Джиро ди Ломбардия
10-й Вуэльта Испании
1-й Этап 16
2011
8-й Гран-при Льодио
10-й Джиро д’Италия
1-й Этап 15
10-й Вуэльта Испании
10-й Вуэльта Бургоса
2012
5-й Тур Швейцарии
10-й Джиро д’Италия
2013
4-й Классика Сан-Себастьяна
2014
4-й Классика Сан-Себастьяна
8-й Критериум Дофине
1-й Этап 8
10-й Тиррено — Адриатико
2015
2-й Тур Словении
4-й Вуэльта Андалусии
6-й Джиро ди Ломбардия
8-й Вуэльта Испании
10-й Тур Польши
2016
Джиро д’Италия
 Горная классификация
1-й Этап 13
10-й Вуэльта Андалусии
2017
8-й Джиро ди Ломбардия
9-й Тур Швейцарии
2018
1-й Этап 20 Джиро д’Италия

## Статистика выступлений

### Гранд-туры
| Гонка           | 2010 | 2011 | 2012 | 2013 | 2014 | 2013 | 2015 | 2017 | 2018 |
| --------------- | ---- | ---- | ---- | ---- | ---- | ---- | ---- | ---- | ---- |
| Джиро д'Италия  | —    | 10   | 10   | —    | —    | 17   | 25   | —    | 18   |
| Тур де Франс    | —    | —    | —    | 12   | 18   | —    | 17   | 14   | 23   |
| Вуэльта Испании | 10   | 10   | —    | 23   | 12   | 8    | —    | 16   | —    |

| — | Не участвовал |

## Личная жизнь
18 октября 2014 года в родном городе Лейсе Микаэль Ниеве сочетался браком с Иере Адирререкин.